# Denizli (district)
Denizli is een Turks district in de provincie Denizli en telt 494.961 inwoners (2007). Het district heeft een oppervlakte van 798,75 km².
De bevolkingsontwikkeling van het district is weergegeven in onderstaande tabel.
| 1997    | 2000    | 2007    |
| ------- | ------- | ------- |
| 340.945 | 400.719 | 494.961 |

## Plaatsen in het district
Akdere • Altındere • Çeltikçi • Develi • Eldenizli • Eskihisar • Eymir • Goncalı • Güzelköy • Güzelpınar • Haytabey • Hisarköy • Kadılar • Karakova • Karakurt • Karataş • Kocadere • Kumkısık • Kurtluca • Küçükdere • Salihağa • Saruhan • Şahinler • Şirinköy • Üzerlik • Yeniköy • Yeşilyayla